# Цыганский овраг (Луганск)

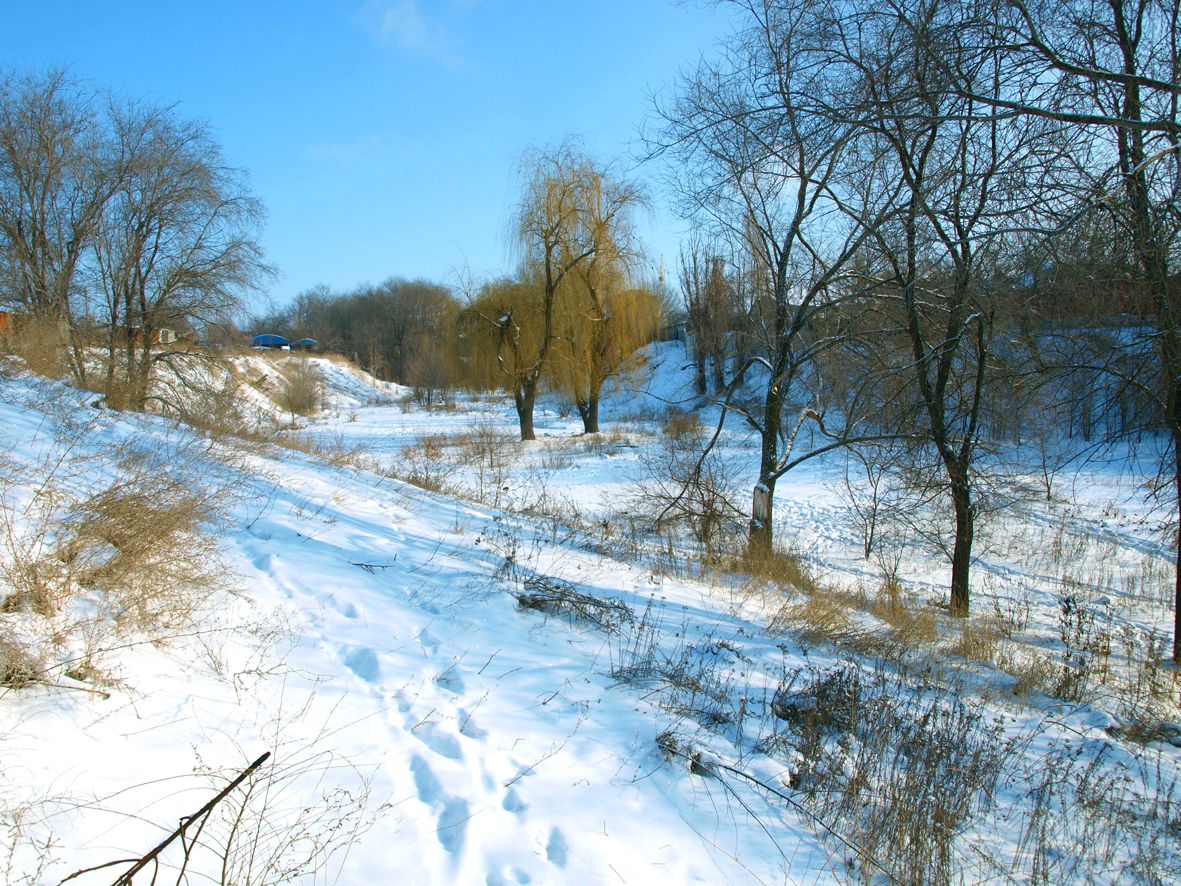
Цыганский Яр зимой

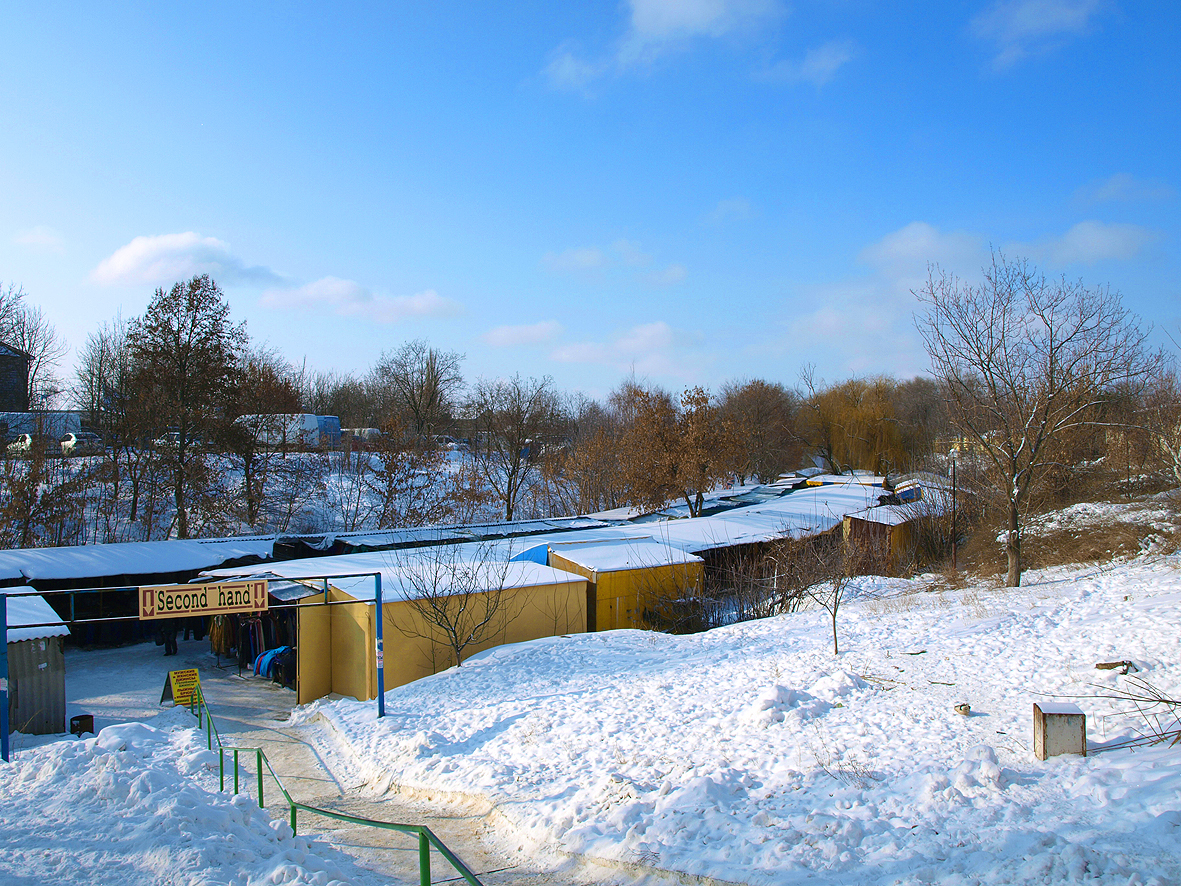
Торговые лотки в Цыганском Яру

Цыганский овраг или Цыганский яр — местность в центре Луганска. Находится за Центральным рынком (между улицами Магнитогорской и Алексеева). Название связано с цыганами, которые жили здесь до начала 1970-х годов.

## История
Заселение района началось в 1920-х годах. На склонах Цыганского оврага находились небольшие мергельные хибарки, которые образовали Цыганский хутор. После Второй мировой войны здесь жили люди разных национальностей, в частности цыгане. За хутором существовал стихийный вещевой рынок, на котором торговали «мешочники — спекулянты».
С застройкой нового центра города на рубеже 1950-х — 1960-х годов постройки частного сектора вдоль современного Центрального рынка, улиц Советской и Челюскинцев подлежали сносу. Постепенно засыпали и сам овраг. Одновременно в 1950-х — 1960-х годах Цыганский хутор получил дурную славу. Цыгане постоянно совершали многочисленные квартирные кражи, грабежи горожан и другие преступления. На рубеже 1960-х — 1970-х годов руководством области перед правоохранительными органами была поставлена задача ликвидировать это «преступное гнездо». Операцию по обезвреживанию преступников, которая началась рано утром, возглавил тогдашний начальник городского управления внутренних дел полковник милиции Николай Петрович Водько. В ней приняли участие около 200 правоохранителей. Были задержаны десятки преступников, выявлены украденные золотые украшения весом в несколько килограммов, которые цыгане наскоро хоронили в помойных ведрах. Поскольку хутор образовывался самозахватом земли, практически всех цыган, против которых не было возбуждено уголовных дел, депортировали в разные части страны. В 1973—1974 годах Цыганский овраг очистили от зданий.

## Современное состояние
В начале 1980-х годов в овраге распланировали ландшафтный парк с фонтаном, однако он так и не стал популярным местом у горожан. А в начале 1990-х годов на территории установили палатки Центрального рынка. На месте бывшего Цыганского хутора и вещевого рынка выросли новые дома частного сектора (современные улицы Алексеева, Якубовского, Старых Большевиков).